# Stetson
Stetson et mærke af hatte, som produceres af den amerikanske hattefabrikant John B. Stetson Company, og er mest kendt for at have den originale cowboyhat.
Selskabet blev grundlagt af John B. Stetson i 1869 med base i Philadelphia. Årene før dette havde grundlæggeren tilbragt i Colorado, hvor han udviklede selskabets distinkte hattetype. De første Stetsonhatte blev fremstillet og solgt i 1865. Bedriften blev hurtigt en succes, og allerede i 1886 var Stetson verdens største hatteproducent.
Stetson fik flere kontrakter med offentlige etater i USA og Canada de første årtier af 1900-tallet, blandt andet med Royal Canadian Mounted Police og med US Park Rangers. Dette bidrog til at Stetsonhatte blev associeret med "Det Vilde Vesten".

## Ekstern henvisninger
- Officiel hjemmeside (engelsk)

| Tøj | Spire Denne artikel om tøj, sko eller lignende er en spire som bør udbygges. Du er velkommen til at hjælpe Wikipedia ved at udvide den. |

| Firma | Spire Denne artikel om et firma eller en virksomhed i USA er en spire som bør udbygges. Du er velkommen til at hjælpe Wikipedia ved at udvide den. |